# آقاسی سیمونیان
آقاسی مانوکی سیمونیان (ارمنی: Աղասի Մանուկի Սիմոնյան؛ زادهٔ ۱۹۵۴) یک سیاستمدار اهل ارمنستان است که از تاریخ ۱۹۹۵ تا تاریخ ۱۹۹۹ سمت نمایندگی دوره اول مجلس ملی جمهوری ارمنستان را برعهده داشت.

## زندگی‌نامه
در ۱۹۵۴ در روستای زوونی به دنیا آمد و از دانشگاه ملی علوم کشاورزی ارمنستان فارغ‌التحصیل شد. 